# Shoufeng
Shoufeng (壽豐鄉S, Shòufēng XiāngP) è un comune di Taiwan, situato nella provincia di Taiwan e nella contea di Hualien.